# 阿尔弗雷德·萨洛宁
阿尔弗雷德·萨洛宁（芬蘭語：Alfred Salonen，1884年3月9日—1939年1月11日），芬兰男子摔跤运动员。他曾代表芬兰参加世界摔跤锦标赛，获得一枚铜牌。他也曾参加1912年夏季奥林匹克运动会。